# Mary Lou Daniels
Mary Lou Piatek Daniels (Whiting, 6 agosto 1961) è un'ex tennista statunitense.
Nata Piatek, ha assunto il cognome del marito dopo il matrimonio nel 1987.

## Carriera
In carriera ha vinto un titolo in singolare e 8 titoli di doppio. Nei tornei del Grande Slam ha ottenuto il suo miglior risultato raggiungendo le semifinali di doppio all'Open di Francia nel 1982, in coppia con la connazionale Sharon Walsh.

## Statistiche

### Singolare

#### Vittorie (1)
| Numero | Anno           | Torneo                                        | Superficie | Avversaria in finale | Punteggio |
| 1.     | 16 agosto 1981 | Central Fidelity Bank International, Richmond | Sintetico  | Sue Barker           | 6-4, 6-1  |

### Singolare

#### Finali perse (2)
| Numero | Anno              | Torneo                                        | Superficie | Avversaria in finale | Punteggio     |
| 1.     | 27 luglio 1980    | Central Fidelity Bank International, Richmond | Sintetico  | Martina Navrátilová  | 3-6, 0-6      |
| 2.     | 27 settembre 1981 | Toyota Classic, Atlanta                       | Sintetico  | Tracy Austin         | 6-4, 3-6, 3-6 |

### Doppio

#### Vittorie (8)
| Numero | Anno             | Torneo                                       | Superficie  | Compagna       | Avversarie in finale           | Punteggio     |
| 1.     | 18 ottobre 1981  | Maybelline Classic, Deerfield Beach          | Cemento     | Wendy White    | Pam Shriver Paula Smith        | 4-6, 6-4, 7-5 |
| 2.     | 30 gennaio 1983  | WTA Marco Island, Marco Island               | Terra rossa | Andrea Jaeger  | Rosemary Casals Wendy Turnbull | 7-5, 6-4      |
| 3.     | 20 gennaio 1985  | Virginia Slims of Denver, Denver             | Sintetico   | Robin White    | Leslie Allen Sharon Walsh      | 1-6, 6-4, 7-5 |
| 4.     | 3 marzo 1985     | Virginia Slims of Pennsylvania, Hershey      | Sintetico   | Robin White    | Lea Antonoplis Wendy White     | 6-4, 7-6      |
| 5.     | 13 ottobre 1985  | Virginia Slims of Indianapolis, Indianapolis | Sintetico   | Bonnie Gadusek | Penny Barg Sandy Collins       | 6-1, 6-0      |
| 6.     | 22 marzo 1987    | Virginia Slims of Dallas, Dallas             | Sintetico   | Anne White     | Elise Burgin Robin White       | 7-5, 6-3      |
| 7.     | 8 novembre 1987  | Virginia Slims of Arkansas, Little Rock      | Cemento     | Robin White    | Lea Antonoplis Barbara Gerken  | 6-2, 6-4      |
| 8.     | 25 febbraio 1990 | Virginia Slims of Oklahoma, Oklahoma City    | Cemento     | Wendy White    | Manon Bollegraf Lise Gregory   | 7-5, 6-2      |

### Doppio

#### Finali perse (13)
| Numero | Anno              | Torneo                                       | Superficie  | Compagna         | Avversarie in finale                | Punteggio     |
| 1.     | 21 dicembre 1980  | Tucson Open, Tucson                          | Sintetico   | Wendy White      | Leslie Allen Barbara Potter         | 0-6, 3-6      |
| 2.     | 22 febbraio 1981  | Avon Championships of Houston, Houston       | Sintetico   | Regina Maršíková | Sue Barker Ann Kiyomura             | 7-5, 3-6, 4-6 |
| 3.     | 14 febbraio 1982  | Avon Championships of Kansas, Kansas City    | Sintetico   | Anne Smith       | Barbara Potter Sharon Walsh         | 6-4, 2-6, 2-6 |
| 4.     | 17 ottobre 1982   | Eckerd Tennis Open, Tampa                    | Cemento     | Wendy White      | Ann Kiyomura Paula Smith            | 2-6, 4-6      |
| 5.     | 13 novembre 1983  | Maybelline Classic, Deerfield Beach          | Cemento     | Pam Casale       | Bonnie Gadusek Wendy White          | 1-6, 6-3, 3-6 |
| 6.     | 1º aprile 1984    | Virginia Slims of Boston, Boston             | Sintetico   | Andrea Leand     | Barbara Potter Sharon Walsh         | 6-7, 0-6      |
| 7.     | 14 ottobre 1984   | Eckerd Tennis Open, Tampa                    | Cemento     | Wendy White      | Carling Bassett Elizabeth Sayers    | 4-6, 3-6      |
| 8.     | 29 settembre 1985 | Virginia Slims of New Orleans, New Orleans   | Sintetico   | Anne White       | Chris Evert Wendy Turnbull          | 1-6, 2-6      |
| 9.     | 15 marzo 1987     | Virginia Slims of Arizona, Phoenix           | Cemento     | Anne White       | Penny Barg Beth Herr                | 6-2, 2-6, 6-7 |
| 10.    | 9 aprile 1989     | Family Circle Cup, Hilton Head               | Terra verde | Wendy White      | Hana Mandlíková Martina Navrátilová | 4-6, 1-6      |
| 11.    | 11 febbraio 1990  | Virginia Slims of Kansas, Wichita            | Cemento     | Wendy White      | Manon Bollegraf Meredith McGrath    | 0-6, 2-6      |
| 12.    | 7 aprile 1991     | Family Circle Cup, Hilton Head               | Terra verde | Lise Gregory     | Claudia Kohde Kilsch Nataša Zvereva | 4-6, 0-6      |
| 13.    | 8 novembre 1992   | Virginia Slims of Indianapolis, Indianapolis | Cemento     | Sandy Collins    | Katrina Adams Elna Reinach          | 7-5, 2-6, 4-6 |